# William C. Lyon

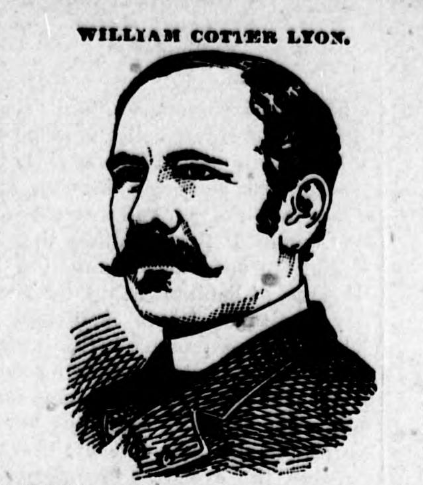
William C. Lyon

William Cotter Lyon (* 7. Juli 1841 in Homer, Medina County, Ohio; † 24. September 1908 in Ohio) war ein US-amerikanischer Politiker. Zwischen 1888 und 1890 war er Vizegouverneur des Bundesstaates Ohio.

## Werdegang
Nach dem frühen Tod seiner Eltern – die Mutter starb 1847 und der Vater wurde 1853 ermordet – wuchs William Lyon als Vollwaise auf. Dabei musste er auch noch für seine jüngeren Geschwister sorgen. Er absolvierte eine Lehre als Schumacher und arbeitete später auch in diesem Beruf. Zwischenzeitlich absolvierte er die Seville Academy. Während des Bürgerkrieges diente er im Heer der Union, in dem er bis zum Hauptmann aufstieg. Zwischenzeitlich geriet er in Kriegsgefangenschaft. Nach dem Krieg war er wieder als Schumacher tätig. Seit 1870 lebte er in der Stadt Newark, wo er zwischen 1877 und 1886 Posthalter war. Im Jahr 1884 stieg er in die Zeitungsbranche ein, indem er die Zeitung Newark American erwarb.
Politisch war Lyon Mitglied der Republikanischen Partei. 1887 wurde er an der Seite von Joseph B. Foraker zum Vizegouverneur von Ohio gewählt. Dieses Amt bekleidete er zwischen 1888 und 1890. Dabei war er Stellvertreter des Gouverneurs und Vorsitzender des Staatssenats. Im Jahr 1889 wurde Lyon von seiner Partei nicht mehr zur Wiederwahl nominiert. Nach seiner Zeit als Vizegouverneur ist er politisch nicht mehr in Erscheinung getreten. Er starb am 24. September 1908 und wurde in Xenia beigesetzt.